# 도미하라역
도미하라역(일본어: 富原駅)은 일본 오카야마현 마니와시에 위치한 서일본 여객철도 기신 선의 철도역이다. 단선 승강장 1면 1선의 구조를 갖춘 지상역이다.

## 이용 현황
| 승차 인원 추이 | 승차 인원 추이 |
| 연도           | 1일 평균       |
| -------------- | -------------- |
| 1999           | 115            |
| 2000           | 103            |
| 2001           | 115            |
| 2002           | 99             |
| 2003           | 125            |
| 2004           | 89             |
| 2005           | 83             |
| 2006           | 74             |
| 2007           | 68             |
| 2008           | 71             |
| 2009           | 60             |
| 2010           | 56             |
| 2011           | 56             |

## 역 주변
- 가미타니 강

## 역사
- 1930년 12월 11일 : 사쿠비 선 (당시) 주고쿠카쓰야마 - 이와야마 간 연신 때에 개업.
- 1936년 10월 10일 : 사쿠비 선이 기신 선의 일부로 되어, 당 역도 그 소속으로 한다.
- 1987년 4월 1일 : 일본국유철도 분할 민영화에 의해, 서일본 여객철도로 한다.

## 인접 역
| 서일본 여객철도 기신 선 | 서일본 여객철도 기신 선 | 서일본 여객철도 기신 선 |
| ----------------------- | ----------------------- | ----------------------- |
| 쓰키다 히메지 방면      | ■ 기신 선               | 오사카베 니미 방면      |